# Нови хора (партия)
„Нови хора“ (на руски: Новые люди) е политическа партия в Русия.

## История
Създадена през март 2020 г. от руския бизнесмен и основател на козметичната компания „Фаберлик“ Алексей Нечаев. Партията се противопоставя на много от политиките на правителството на „Единна Русия“. На изборите за държавна дума от септември 2021 г. „Нови хора“ печели 5,3% от гласовете на избирателите и 13 места в руския парламент, като тя става първата партия извън т.нар. „голямата четворка“ („Единна Русия“, КПРФ, ЛДПР и „Справедлива Русия“) от 2007 г. В допълнение към 13-те депутати към партията се присъединяват и двама независими депутати и това са Дмитрий Певцов и Олег Леонов.